# Evangelische Kirche (Zell)

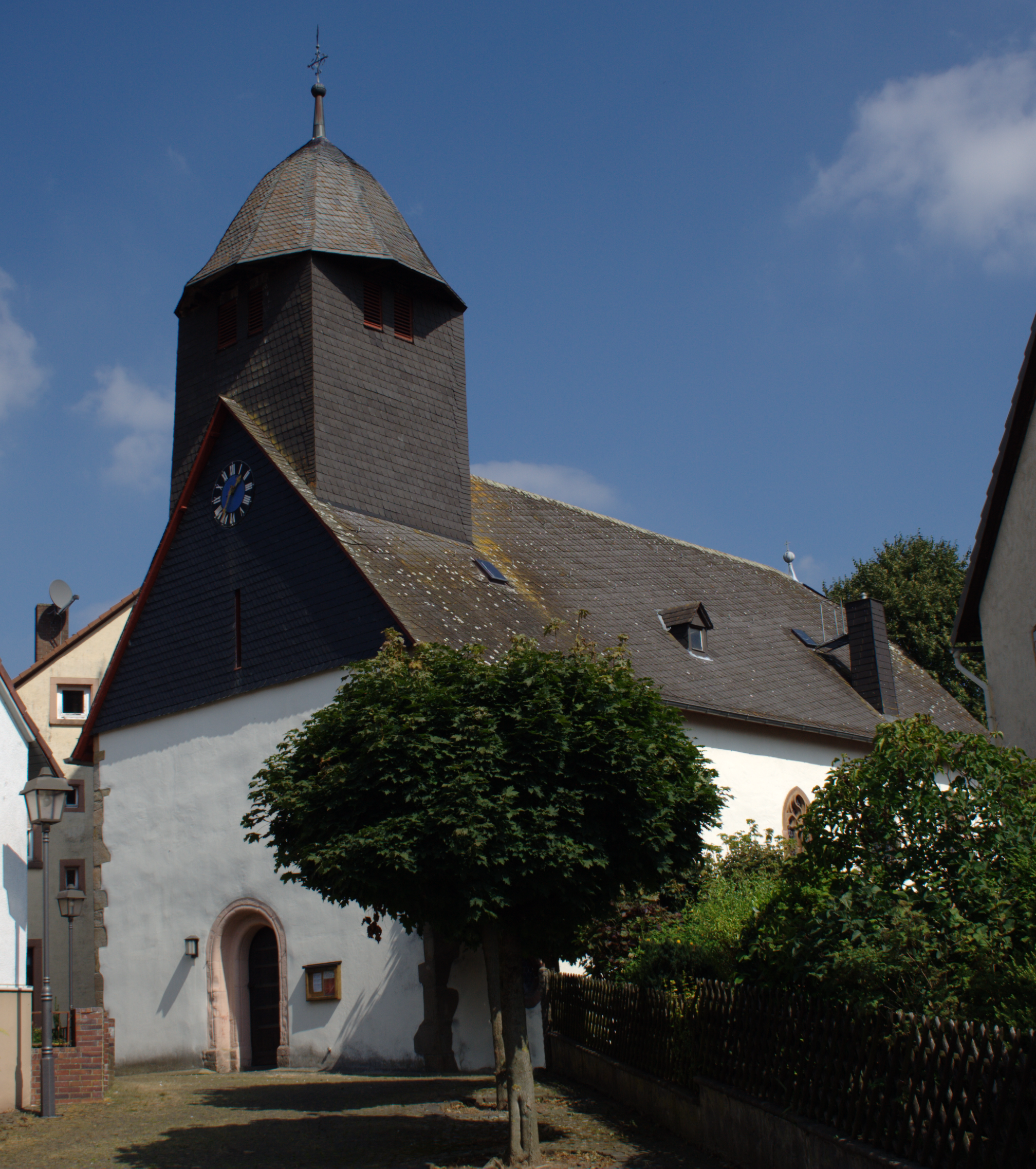
Evangelische Kirche (Zell)

Die Evangelische Kirche Zell ist ein denkmalgeschütztes Kirchengebäude, das in Zell steht, einem Ortsteil der Gemeinde Romrod im Vogelsbergkreis in Hessen. Die Kirchengemeinde gehört zum Dekanat Vogelsberg der Propstei Oberhessen der Evangelischen Kirche in Hessen und Nassau.

## Beschreibung
Eine erste Kirche, eine rechteckige Saalkirche, wurde bereits 825 geweiht. Um 1248 entstand eine spätromanische Wehrkirche mit drei gestaffelten Bogenfenstern an der Ostwand. 1718 wurde die Kirche renoviert. Dabei wurde ein rundes Fenster in die Wand des Chors gebrochen. 1780 wurden weitere Fenster eingebrochen. An der Tür des abgetreppten romanischen Portals im Westen befinden sich alte Türbeschläge. Aus dem Satteldach des Kirchenschiffs erhebt sich im Westen ein quadratischer Dachreiter, der mit einer zwölfseitigen, glockenförmigen Haube bedeckt ist, die 1529 erneuert wurde. Die Holzbalkendecke, die den Innenraum überspannt, wurde 1781 erneuert. Die Malereien der Brüstungen der dreiseitigen Emporen zeigen die  Apostel und die vier Evangelisten. Die Empore, auf der die 1708 von Georg Henrich Wagner gebaute Orgel steht, wird von Engeln verziert. Zur Kirchenausstattung gehört ein spätgotisches Sakramentshaus. Vom Altarretabel, es ist um 1500 entstanden, sind die bemalten Flügel verloren gegangen. Im Schrein befinden sich Statuetten von Maria, von Johannes dem Evangelist und Bonifatius. Auf der Predella sind Jesus Christus und die zwölf Apostel gemalt. Die um 1700 gebaute Kanzel stammt aus Caldern. Ein rundes, mit Maßwerk verziertes Taufbecken wurde 1485 gestaltet.